# 南部信義
南部 信義（なんぶ のぶよし）は、陸奥国の戦国大名。南部氏21代当主。官位は修理大夫。

## 略歴
20代当主・南部信時の嫡男。子に北致愛がいる。
父同様に詳しい経歴はわかっていない。文亀元年（1501年）12月に父・信時が没したため家督を継ぐが、その後僅か1年余り後の文亀3年（1503年）5月24日に41歳で死去し、跡を弟・政康が継いだ。子の致愛は信義が死去した次の日に誕生したが、八戸信長の横槍によって22代惣領に就任できず、母方の北家に追いやられた。北信愛はこの南部信義の嫡孫にあたる。